# Arius bonillai
Arius bonillai é uma espécie de peixe da família Ariidae.
É endémica de Colômbia.